# Hemeromyia afghanica
Hemeromyia afghanica är en tvåvingeart som beskrevs av Papp 1979. Hemeromyia afghanica ingår i släktet Hemeromyia och familjen kadaverflugor.
Artens utbredningsområde är Afghanistan. Inga underarter finns listade i Catalogue of Life.